# Ртањ (Бољевац)
Ртањ је насеље у Србији у општини Бољевац у Зајечарском округу. Према попису из 2022. било је 111 становника (према попису из 1991. било је 200 становника). Реч је о некадашњој рударској колонији у којој су живели радници оближњег рудника, смештеног на обронцима истоимене планине.

## Демографија
У насељу Ртањ живи 142 пунолетна становника, а просечна старост становништва износи 44,5 година (43,0 код мушкараца и 45,8 код жена). У насељу има 94 домаћинства, а просечан број чланова по домаћинству је 1,94.
Ово насеље је великим делом насељено Србима (према попису из 2002. године).
|  |

| Демографија | Демографија | Демографија |
| Година      | Становника  | Становника  |
| ----------- | ----------- | ----------- |
| 1948.       | 654         |             |
| 1953.       | 650         |             |
| 1961.       | 658         |             |
| 1971.       | 244         |             |
| 1981.       | 168         |             |
| 1991.       | 200         | 200         |
| 2002.       | 182         | 185         |

| Етнички састав према попису из 2002.‍ | Етнички састав према попису из 2002.‍ | Етнички састав према попису из 2002.‍ | Етнички састав према попису из 2002.‍ | Етнички састав према попису из 2002.‍ |
| ------------------------------------ | ------------------------------------ | ------------------------------------ | ------------------------------------ | ------------------------------------ |
|                                      |                                      |                                      |                                      |                                      |
| Срби                                 | Срби                                 |                                      | 168                                  | 92,30%                               |
| Муслимани                            | Муслимани                            |                                      | 3                                    | 1,64%                                |
| Словенци                             | Словенци                             |                                      | 2                                    | 1,09%                                |
| Немци                                | Немци                                |                                      | 2                                    | 1,09%                                |
| Власи                                | Власи                                |                                      | 2                                    | 1,09%                                |
| Роми                                 | Роми                                 |                                      | 1                                    | 0,54%                                |
| Македонци                            | Македонци                            |                                      | 1                                    | 0,54%                                |
| Бошњаци                              | Бошњаци                              |                                      | 1                                    | 0,54%                                |
| непознато                            | непознато                            |                                      | 1                                    | 0,54%                                |

| Година пописа     | 1948. | 1953. | 1961. | 1971. | 1981. | 1991. | 2002. |
| ----------------- | ----- | ----- | ----- | ----- | ----- | ----- | ----- |
| Број домаћинстава | 351   | 284   | 277   | 96    | 74    | 85    | 94    |

| Број чланова      | 1  | 2  | 3  | 4 | 5 | 6 | 7 | 8 | 9 | 10 и више | Просек |
| ----------------- | -- | -- | -- | - | - | - | - | - | - | --------- | ------ |
| Број домаћинстава | 46 | 27 | 11 | 8 | 0 | 0 | 0 | 1 | 1 | 0         | 1,94   |

| Пол    | Укупно | Неожењен/Неудата | Ожењен/Удата | Удовац/Удовица | Разведен/Разведена | Непознато |
| ------ | ------ | ---------------- | ------------ | -------------- | ------------------ | --------- |
| Мушки  | 70     | 33               | 29           | 2              | 6                  | 0         |
| Женски | 81     | 23               | 25           | 22             | 11                 | 0         |
| УКУПНО | 151    | 56               | 54           | 24             | 17                 | 0         |

| Пол    | Укупно                    | Пољопривреда, лов и шумарство | Рибарство                            | Вађење руде и камена | Прерађивачка индустрија       |
| ------ | ------------------------- | ----------------------------- | ------------------------------------ | -------------------- | ----------------------------- |
| Мушки  | 18                        | 0                             | 0                                    | 3                    | 1                             |
| Женски | 12                        | 0                             | 0                                    | 1                    | 0                             |
| УКУПНО | 30                        | 0                             | 0                                    | 4                    | 1                             |
| Пол    | Производња и снабдевање   | Грађевинарство                | Трговина                             | Хотели и ресторани   | Саобраћај, складиштење и везе |
| Мушки  | 0                         | 1                             | 3                                    | 3                    | 0                             |
| Женски | 0                         | 0                             | 1                                    | 4                    | 0                             |
| УКУПНО | 0                         | 1                             | 4                                    | 7                    | 0                             |
| Пол    | Финансијско посредовање   | Некретнине                    | Државна управа и одбрана             | Образовање           | Здравствени и социјални рад   |
| Мушки  | 0                         | 1                             | 0                                    | 0                    | 3                             |
| Женски | 0                         | 0                             | 0                                    | 2                    | 4                             |
| УКУПНО | 0                         | 1                             | 0                                    | 2                    | 7                             |
| Пол    | Остале услужне активности | Приватна домаћинства          | Екстериторијалне организације и тела | Непознато            | Непознато                     |
| Мушки  | 1                         | 0                             | 0                                    | 2                    | 2                             |
| Женски | 0                         | 0                             | 0                                    | 0                    | 0                             |
| УКУПНО | 1                         | 0                             | 0                                    | 2                    | 2                             |